# Kisna: The Warrior Poet

Kisna: The Warrior Poet (litt. « Kisna, le poète guerrier ») est un film indien réalisé en 2005 par Subhash Ghai, avec Vivek Oberoi, Antonia Bernath, Isha Sharvani, Om Puri et Amrish Puri dont c'est la dernière apparition à l'écran avant son décès le 12 janvier 2005. Ce film a deux versions : la première d'une durée de deux heures, destinée au marché international et la deuxième longue de trois heures, conforme aux traditions indiennes avec chansons et danses. Par ailleurs, le film a coûté 250 millions de roupies, soit 5,48 millions de dollars.

## Synopsis
Le film relate la poignante histoire de Lady Katherine Beckett (Polly Adams) qui replonge dans ses souvenirs, dans les années 1940 alors que l'Inde, colonie britannique, se dressait contre la couronne pour gagner son indépendance. À l'époque, Katherine était une fillette qui vivait en Inde avec ses parents et dont le père, Peter Beckett (Michael Maloney), était un homme sans pitié. Kisna était au service de la famille de Katherine et bien qu'issus de deux cultures différentes, les deux enfants grandirent ensemble et étaient d'excellents amis. Or, le père de Katherine désapprouvait les sentiments qui liaient sa fille à Kisna et éloigna celle-ci en la renvoyant en Angleterre pour qu'elle y étudie. Quelques années plus tard, Katherine (Antonia Bernath), devenue une charmante jeune fille, revient en Inde où elle retrouve ses parents ainsi que Kisna (Vivek Oberoi). Leurs sentiments n'ont pas changé... Mais la révolte gronde : les représentants de la couronne britannique sont persécutés et chassés par les nationalistes indiens, dont le frère aîné (Yashpal Sharma) et l'oncle de Kisna (Amrish Puri) font partie. À la suite d'une attaque du domicile de la famille de Katherine, Kisna se fait un honneur d'éloigner la jeune fille de la violence qui ravage le pays en l'accompagnant jusqu'au Haut Commissariat britannique de New Delhi, qui se chargera alors de la renvoyer en Angleterre par bateau. Mais cette escorte déplaît souverainement à la fiancée de Kisna, Laxmi (Isha Sharvani) et ne fera que resserrer les liens entre Katherine et Kisna.

## Fiche technique
- Titre : Kisna: The Warrior Poet
- Réalisateur : Subhash Ghai
- Producteur : Subhash Ghai
- Scénaristes : Subhash Ghai, Sachin Bhowmick, Farrukh Dhondy et Margaret Glover
- Musique : Ismail Darbar, Allah Rakha Rahman
- Sortie : 19 janvier 2005
- Durée : 171 minutes
- Pays : Inde
- Langues : Hindi, Anglais

## Distribution
- Vivek Oberoi : Kisna Singh
  - Karan Desai : Kisna, jeune
- Isha Sharvani : Lakshmi
- Polly Adams : Lady Katherine Beckett
  - Antonia Bernath : Katherine, jeune
- Michael Maloney : Peter Beckett, père de Catherine.
- Caroline Langrishe : Jennifer Beckett, mère de Catherine.
- Amrish Puri : Bhairo Singh, oncle de Kisna.
- Om Puri : Juman Masum Kishti
- Yashpal Sharma : Shankar Singh, frère de Kisna.
- Rajat Kapoor : Prince Raghuraj
- Sudhir Mittu : Karan Singh
- Vivek Mushran : Nandu
- Shivaji Satham : Sriram
- Vikram Gokhale : Dada Guru
- Zarina Wahab : Shanta
- Sushmita Sen : Naima Begum
- Hrishitaa Bhatt : Rukmani

## Musique
Subhash Ghai a allié les talents musicaux d'A.R. Rahman et Ismail Darbar pour la musique.
| Chanson                 | Artiste(s)                                                | Compositeur   |
| ----------------------- | --------------------------------------------------------- | ------------- |
| Kisna Theme I           | Instrumental                                              | A.R. Rahman   |
| Hum Hain Iss Pal Yahan  | Udit Narayan, Madhushree                                  | A.R. Rahman   |
| Woh Kisna Hai           | Sukhwinder Singh, S.Shailja, Ismail Darbar, Ayesha Darbar | Ismail Darbar |
| Tu Itni Pagli Kyun Hai  | Udit Narayan, Alka Yagnik, Ismail Darbar                  | Ismail Darbar |
| Chilman Uthegi Nahin    | Hariharan, Alka Yagnik                                    | Ismail Darbar |
| Wohi Din Aa Gaya        | Sukhwinder Singh, Alka Yagnik                             | Ismail Darbar |
| Aham Brahmasmi          | Sukhwinder Singh, Alka Yagnik                             | Ismail Darbar |
| Kahe Ujadi Mori Neend   | Ustad Rashid Khan                                         | Ismail Darbar |
| Ga Tu Aisi Dhun Mein Ga | Ismail Darbar, Ayesha Darbar, Kailash Kher                | Ismail Darbar |
| Kisna Theme II          | Instrumental                                              | A.R. Rahman   |
| My Wish Comes True      | Sunitha Sarathy                                           | A.R. Rahman   |
| Kisna Theme (Chorus)    | Instrumental                                              | A.R. Rahman   |

## Récompenses
Ashok Mehta, directeur de la photographie, a remporté un prix. 